# 20 groszy 1923

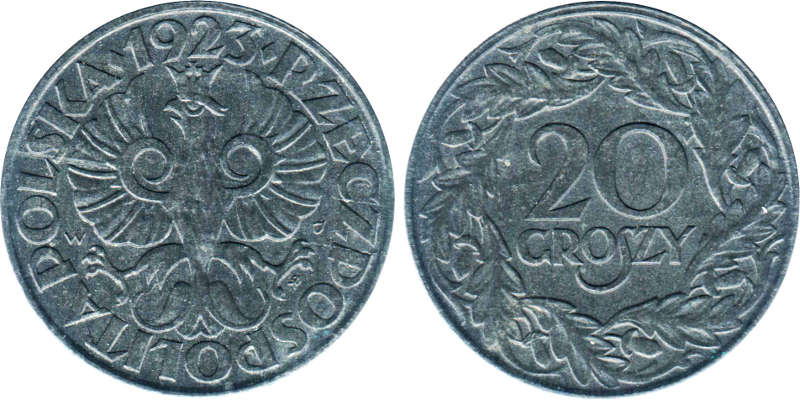
Emisja w cynku z okresu Generalnego Gubernatorstwa

20 groszy 1923 – moneta dwudziestogroszowa, bita w niklu i w cynku. Odmiana niklowa została wprowadzona do obiegu 1 lipca 1924 r. (Dz.U. z 1924 r. nr 34, poz. 351), odmiana w cynku rozporządzeniem Generalnego Gubernatora z dnia 23 kwietnia 1940 r. Moneta została wycofana z dniem reformy walutowej z 30 października 1950 r.
W niektórych opracowaniach z początku XXI w. jako data wprowadzenia do obiegu dwudziestogroszówki podawany jest 31 maja 1924 r, czyli dzień wejścia w życie rozporządzenia o ustaleniu wzorów monet (Dz.U. z 1924 r. nr 45, poz. 476).

## Awers
W centralnym punkcie umieszczono godło – stylizowanego orła w koronie, powyżej rok „1923", dookoła napis „RZECZPOSPOLITA POLSKA” oraz inicjały WJ projektanta, a w przypadku odmiany w cynku pod łapą orła znak mennicy w Warszawie.

## Rewers
Na tej stronie monety znajdują się cyfry „20", pod spodem napis „GROSZY”, całość otoczona ozdobnym wieńcem.

## Nakład
W II Rzeczypospolitej monetę z datą roczną 1923 bito w latach 1924–1925 w niklu, na krążku o średnicy 20 mm, masie 3 gramów, z rantem gładkim, według projektu Wojciecha Jastrzębowskiego, w trzech mennicach:
- szwajcarskiej Huguenin Frs w Le Locle,
- holenderskiej S'Rijks Munt w Utrechcie,
- austriackiej Hauptmünzamt w Wiedniu.

W okresie Generalnego Gubernatorstwa monetę bito w mennicy w Warszawie w cynku, według takich samych parametrów metrologicznych.
Całkowity nakład monety to:
- 140 000 000 sztuk w niklu, w tym:
  - 20 000 000 Le Locle
  - 30 000 000 Utrecht
  - 90 000 000 Wiedeń, oraz
- 40 025 000 sztuk w cynku.

Odmianę w cynku, z datą roczną 1923, bito w latach 1941, 1943 i 1944:
| Rok  | Wybito (sztuk) |
| ---- | -------------- |
| 1941 | 5 192 000      |
| 1943 | 15 273 000     |
| 1944 | 19 560 000     |

## Opis
Z formalnego punktu widzenia moneta niklowa nigdy nie została wycofana z obiegu żadnym aktem prawnym, była więc środkiem płatniczym w całym okresie Generalnego Gubernatorstwa. Dekret PKWN z 24 sierpnia 1944 r. pozostawiał w obiegu wszystkie monety groszowe, aż do reformy walutowej z 30 października 1950 r. Po tym dniu, w obiegu znajdować się mogły wyłącznie monety emitowane przez Narodowy Bank Polski.
Na podstawie zarządzenia prezesa Narodowego Banku Polskiego nr 5 z dnia 4 czerwca 1957 r., moneta w cenie nominału była wymieniana w kasach NBP jeszcze w latach 60. XX w.
Od pewnego czasu wśród kolekcjonerów trwają próby znalezienia powtarzalnych różnic pomiędzy monetami bitymi w niklu, w celu powiązania ich z właściwą mennicą. W zależności od autora udało się zidentyfikować od trzech do czterech wariantów awersu lub rewersu. Niektórzy w swoich pracach, na podstawie analizy porównawczej i statystycznej, przypisują rozpoznane stemple odpowiedniej mennicy w Le Locle, Utrechcie bądź Wiedniu.
W tablicy 21. książki „Mennica Warszawska 1765–1965” Władysława Terleckiego umieszczono, niepotwierdzoną w innych źródłach, informację o wybiciu w Warszawie monety 20 groszy:
- w roku 1936 – 2 625 000 sztuk,
- w roku 1938 – 10 000 000 sztuk.

We wspomnianej pracy liczby te zostały uwzględnione w ogólnej liczbie monet tego nominału wypuszczonych przez mennicę do wybuchu II wojny światowej (152 625 000 sztuk), jednak w samej treści książki brak jest jakiejkolwiek wzmianki o biciu w Warszawie, w tych dwóch latach, monet 20-groszowych. 
W okresie Generalnego Gubernatorstwa emisje w cynku 1-, 5-, 10- oraz 20-groszówek miały charakter uzupełniający ze względu na fakt, że dopuszczony do obiegu bilon II Rzeczypospolitej znikał z obrotu z powodu wartości metali z jakich był wykonany.
Akt normatywny wprowadzający do obiegu na terenie Generalnego Gubernatorstwa cynkowe bicia 10- i 20 groszówek został wydany z datą 23 kwietnia 1940 r., jednak pierwsze egzemplarze 20-groszówki opuściły mennicę w Warszawie dopiero w 1941 r.

## Wersje próbne
W katalogach podana jest informacja o wybiciu próbnych wersji:
- z datą 1923 w mosiądzu (30 sztuk),
- z datą 1923 w niklu (znak mennicy w Warszawie, bez napisu PRÓBA),
- z datą 1924 w niklu (10 sztuk).

Istnieje wersja monety bita stemplem lustrzanym (1923), z mennicy w Wiedniu, oraz próbna moneta lustrzana z datą 1924 przypisywana mennicy w Warszawie.
Z datą 1938 wybito wersję próbna w brązie, w nieznanym nakładzie. Ponadto z datą 1938 wybito z nowym wzorem awersu (takim jak dla monety obiegowej 50 groszy 1938), w stali niklowanej, 100 sztuk, bez napisu PRÓBA oraz 100 sztuk, z wypukłym napisem PRÓBA.